# Kamil Šebesta
Kamil Šebesta (* 17. července 1977) je bývalý český fotbalista, útočník.

## Fotbalová kariéra
V české lize hrál za FC Baník Ostrava. Nastoupil ve 3 ligových utkáních. Gól v lize nedal. V nižších soutěžích hrál i za FK Svit Zlín a SK LeRK Prostějov.

## Ligová bilance
| Ročník                          | Zápasy | Góly | Klub              |
| ------------------------------- | ------ | ---- | ----------------- |
| 2. česká fotbalová liga 1997/98 | 13     | 8    | FK Svit Zlín      |
| Gambrinus liga 1997/98          | 3      | 0    | FC Baník Ostrava  |
| 2. česká fotbalová liga 1998/99 | 12     | 4    | SK LeRK Prostějov |
| CELKEM 1. liga ČR               | 3      | 0    |                   |